# 三社神社 (福井市)
三社神社（さんしゃじんじゃ）は、福井県福井市にある神社。もともとは「酒解神社」(さけとけ-)という名称だったが、明治維新後に「三社神社」と名前が変わった。

## 祭神
- 大山祇神(おおやままつみのかみ)[2][1]
- 瓊瓊杵尊(ににぎのみこと)[2][1]
- 火火出見尊・彦火火出見尊(ほほでみのみこと)[2][1]

## 沿革
建立当初は地蔵院と共に槇山の天守閣近くの山中に鎮座していたが、天正12年（1584年）に豊臣秀吉の家臣であった長谷川藤五郎秀一公が東郷城主となり、城主の祈願所として極めて栄えたと伝えられている。

## 祭礼
毎年1月には、左義長の祭事で賑わう。三社神社に高さ12mの左義長を設営し、花飾りや花札の絵柄を描いた飾り、大きなさいころを模した飾りなどを施す。社殿で神事が営まれ、厄年の住民が厄払いを受けた後、社殿から運んできた火で左義長を燃やし、その炎でしめ飾りや書き初め作品を燃やすことで、一年間の無病息災を祈願する。

## 長命地蔵堂

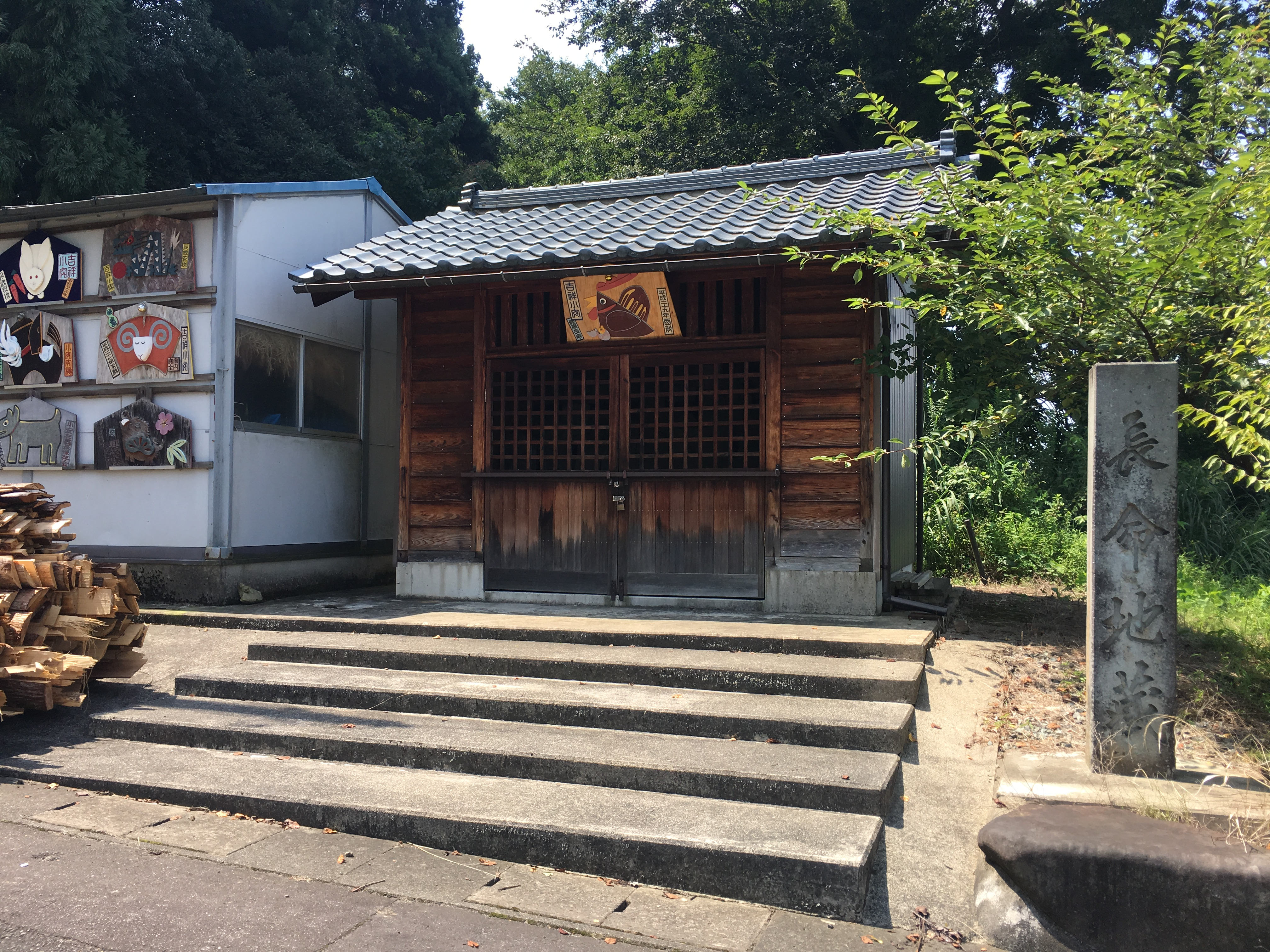
長命地蔵堂

三社神社の鳥居前に「長命地蔵堂」がある。1955年（昭和30年）9月25日の建造である。東郷城の城跡周辺から発掘された数百体の石仏が安置されている。石仏背面には、朝倉氏時代の年号刻銘が多く見られ、貴重な文化財として知られている。仏像はほとんどが笏谷石に彫刻されており、一石に二体がみられる珍しいものも多い。地蔵堂は、初詣・左義長祭り・春祭り・秋祭りなどの縁日に開扉されており、文化財であるとともに、町民の厚い信仰に守られている。